# Anna Wernerowa
Wernerowa Anna z domu Urbuś (ur. 14 czerwca 1918 w Krasnej k. Frydka na Zaolziu, zm. 5 lipca 1999 w Katowicach) - poetka. Autorka licznych tomików poetyckich. Członkini Stowarzyszenia Pisarzy Polskich.

## Dzieła wybrane
- Źródlice wolności Żywiec 1985,
- Kalejdoskop minionego czasu 1988,
- Rozpalony znak Katowice 1989,
- W słońcu pielgrzyma Ustroń 1990,
- Na biegunach białych i czarnych płatków Katowice 1992,
- Odloty ikarów Katowice 1992,
- Fotografie bez makijażu Katowice 1993,
- Szepty i kroki Katowice 1993,
- Na wydmie z białą rybą Katowice 1995,
- Gałązka jedli Katowice 1995,
- Na strzelnicy papierowych margerytek Katowice 1996,
- Nie jestem pierwszą damą Katowice 1996,
- Różowe tango Katowice 1997,
- W redyku owiec na hali modlitwy Katowice 1997,
- Beskidzkie ogrody Żywiec 1997,
- Odchodzę do gwiazd Katowice 1997,
- Rozpalony znak Katowice 1997,
- Podaruje ci wiosnę Katowice 1998,
- W koronie z tulipanów w której węgiel śpiewa Katowice 1998,
- Kwiat ze śniegu Katowice 1999.